# Sorineuchora formosana
Sorineuchora formosana es una especie de cucaracha del género Sorineuchora, familia Ectobiidae, orden Blattodea. Fue descrita científicamente por Matsumura en 1913.

## Descripción
El cuerpo del macho mide 6,8-8,3 milímetros de longitud y la hembra 7,6-8,8 milímetros.

## Distribución
Se distribuye por China.